# William Kermack
William Kermack (anglès: William Ogilvy Kermack)  (Kirriemuir, 26 d'abril de 1898 - Aberdeen, 20 de juliol de 1970) va ser un químic experimental i matemàtic escocès, que es va quedar cec.

## Vida i Obra
Kermack va estudiar a la universitat d'Aberdeen des de 1914 fins a 1918 i, després d'estar uns mesos enrolat a la Royal Air Force, es va incorporar al laboratori de química orgànica de la universitat d'Oxford, on va romandre dos anys. El 1921 es va incorporar al departament químic del col·legi de metges d'Edimburg però, malauradament, el 1924 va patir una explosió en el laboratori que li va anegar els ulls d'alcalis que el van deixar totalment cec.
A partir del accident, va haver d'abandonar la química experimental i es va dedicar a les matemàtiques. A partir de 1927 va intensificar les seves relacions amb el metge i epidemiòleg Anderson Gray McKendrick i van publicar els primers estudis matemàtics de l'evolució de les pandèmies: la Teoria de Kermack-McKendrick que és la base del Model SIR (Susceptible / Infectat / Recuperat) habitualment utilitzat en l'estudi de la disseminació de les pandèmies.
El 1949 va acceptar la càtedra de química biològica a la universitat d'Aberdeen en la qual es va retirar el 1968, dos anys abans de la seva mort.
Kermack va publicar més de 150 articles científics tan de química com de matemàtiques.